# Rigelj pri Ortneku
Rigelj pri Ortneku je naselje v Občini Ribnica.

## Izvor krajevnega imena
Občnoimenski pomen besede rigelj je gorski pomol, strmo ali prepadno navzdol štrleč del gore ali hribovja, od gorskega grebena pravokotno odcepljena reber, ki ne seže do dolinskega dna, temveč le do polic, prodov ali snežniškega dola'. Beseda je prevzeta iz nemške Riegel, kar poleg 'zapah' v južnih narečjih pomeni tudi 'manjša vzpetina' in 'strm gorski pomol'. 